# نيك كولمان (صحفي)
نيك كولمان (بالإنجليزية: Nick Coleman)‏ هو صحفي أمريكي، ولد في 26 يونيو 1950 في سانت بول في الولايات المتحدة، وتوفي في 16 مايو 2018.